# Harvey Shain
Harvey Shain ist ein US-amerikanischer Theater- und Filmschauspieler. In den 1960er und 1970er Jahren spielte er unter den Pseudonymen Forman Shane und  Forman Shain in einigen Erotikfilmen mit.

## Leben
Shain begann seine Filmschauspielerkarriere mit einer Episodenrolle in Sunday Showcase 1959. Nach einer Nebenrolle in dem Horrorfilm Day of the Nightmare aus dem Jahr 1965 folgten mehrere Darstellungen in Erotikfilmen. Erst 1977 in Planet der Dinosaurier hatte er erst wieder eine größere Rolle außerhalb der Erotikfilmindustrie.
Nach gut zehn Jahren Abstand vom Filmschauspiel war er 1987 in einer Episode der Fernsehserie Polizeirevier Hill Street zu sehen. 1997 war er in insgesamt drei Episoden der Mini-Fernsehserie Außer Kontrolle in der Rolle des Prof. Kranz zu sehen. 2001 hatte er eine Nebenrolle in Crocodile Dundee in Los Angeles. Es folgten in den nächsten Jahren Besetzungen in Fernsehfilmen, Kurzfilmen und Episodenrollen in Fernsehserien. Von 2016 bis 2017 verkörperte er in der Fernsehserie This Just In die Rolle des Grandpa Marvin in acht Episoden.
Shain ist auch als Theaterdarsteller tätig. So trat er schon auf Bühnen des Broadway oder im Ahmanson Theatre auf.

## Filmografie
- 1959: Sunday Showcase (Fernsehserie, Episode 1x13)
- 1965: Day of the Nightmare
- 1966: Love Is a Four Letter Word
- 1967: Whip's Women
- 1968: The Lustful Turk
- 1968: The Head Mistress
- 1968: Verführung in der Pause (College Girls)
- 1968: The Bushwhacker
- 1968: Tropic of Scorpio
- 1968: Watch the Birdie... Die!
- 1968: Sekretärinnen-Report (Office Love-in, White-Collar Style)
- 1968: Der Ritt der Lady Godiva (Lady Godiva Rides)
- 1969: Pornografie in Fesseln (2069 A.D.)
- 1969: Das geheime Sexualleben von Romeo und Julia (The Secret Sex Lives of Romeo and Juliet)
- 1969: The Ecstasies of Women
- 1969: Motel Confidential
- 1969: Henry's Night In
- 1969: The Master-Piece!
- 1970: The Golden Box
- 1970: A Fairy Tale for Adults
- 1970: Die Liebesorgien des Heinrich VIII. (The Undercover Scandals of Henry VIII)
- 1971: Beautiful People
- 1972: Heißes Verlangen blutjunger Mädchen (The Class Reunion)
- 1972: Snow Bunnies – Die lüsternen Betthäschen (The Snow Bunnies)
- 1972: Sexpraxis '74
- 1973: Zeig mir deins, ich zeig dir meins (The Cocktail Hostesses)
- 1973: Laß jucken im Heu (Sassy Sue)
- 1974: Five Loose Women
- 1976: The Beach Bunnies
- 1977: Hot Ice
- 1977: Planet der Dinosaurier (Ferocious Planet)
- 1987: Polizeirevier Hill Street (Hill Street Blues) (Fernsehserie, Episode 7x21)
- 1989: Chill Factor
- 1997: The Body Beautiful
- 1997: Außer Kontrolle (Click) (Mini-Fernsehserie, 3 Episoden)
- 1998: Visions
- 1998: Ghost Stories (Fernsehserie, 2 Episoden, verschiedene Rollen)
- 1998: Mike Hammer, Private Eye (Fernsehserie, Episode 2x11)
- 1999: The Contract
- 2001: Crocodile Dundee in Los Angeles (Crocodile Dundee in Los Angeles)
- 2001: The Killing Machine (Kurzfilm)
- 2001: Power Rangers Time Force (Fernsehserie, Episode 1x24)
- 2001: Power Rangers Time Force: Photo Finish
- 2001: English for All (Fernsehserie)
- 2007: Fall Guy: The John Stewart Story
- 2007: The Collectors (Fernsehfilm)
- 2013: Joan's Day Out (Kurzfilm)
- 2016–2017: This Just In (Fernsehserie, 8 Episoden)